# Felix och tidsmaskinen
Felix och tidsmaskinen är en serieberättelse om Felix av Jan Lööf.

## Handling
Felix är på väg hem med tåg. Han träffar en professor som har gjort en robot. Felix följer professorn hem. Professorn visar sin nya uppfinning, en tidsmaskin. Felix och professorn åker till Rhodos vid tiden före Kristus.
Några skurkar som heter bröderna Brax stjäl tidsmaskinen. Roboten Robert tillfångatar skurkarna och skickar dem till Rhodos. Professorn, Felix och skurkarna blir sålda som slavar. Felix och professorn blir galärslavar och måste ro på ett skepp. De tar sig lös från bojorna och styr skeppet in mot land så att det går sönder.
De gömmer sig hos ett pelarhelgon och flyr sedan därifrån när Leonides, ägaren till skeppet, kommer. De kommer till en hög byggnad som visar sig vara kolossen på Rhodos. De klättrar upp i byggnaden och träffar vetenskapsmannen Telephatos. Leonides belägrar kolossen och Telephatos, Felix och professorn bygger en autogyro och tillfångatar Leonides. Leonides kapitulerar och Felix och professorn reser tillbaka till nutiden. Skurkarna, som är cirkusdirektörer, stannar på Rhodos. Professorn får överta cirkusen.
Felix åker till Krita-perioden och tar med sig en skräcködla och en vildman hem. Professorn vill att vildmannen ska stanna på cirkusen, men vildmannen vill hem och blir arg och förstör Robert och tidsmaskinen. Vildmannen försvinner från cirkusen och Felix börjar leta efter honom.
Historien fortsätter i Felix och det stora upproret.